# Anomis angulata
Anomis angulata är en fjärilsart som beskrevs av Bethune-Baker 1906. Anomis angulata ingår i släktet Anomis och familjen nattflyn. Inga underarter finns listade i Catalogue of Life.